# イザベラ・フィッツロイ (グラフトン公爵夫人)
グラフトン公爵夫人および第2代アーリントン女伯爵イザベラ・フィッツロイ（英語: Isabella FitzRoy, Duchess of Grafton, 2nd Countess of Arlington、旧姓ベネット（Bennet）、1668年頃 – 1723年2月7日）は、イギリスの貴族、公爵夫人。

## 生涯

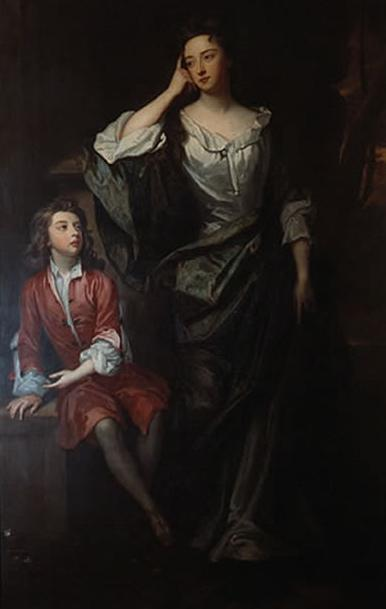
第2代アーリントン女伯爵と息子チャールズ

初代アーリントン伯爵ヘンリー・ベネットとイザベラ（1718年1月18日没、ローデウェイク・ファン・ナッサウ＝ベーフェルウィートの娘）の娘として生まれた。
父が1665年3月14日にアーリントンのアーリントン男爵に、1672年4月22日にアーリントン伯爵とセットフォード子爵に叙されたが、これらの爵位には特別残余権（special remainder）があり、イサベラが爵位を継承できるようにされていた。
1672年8月1日、初代ユーストン伯爵ヘンリー・フィッツロイ（1690年10月9日没、後の初代グラフトン公爵）と結婚、1679年11月6日にふたたび結婚式を挙げた。
- チャールズ（1683年 – 1757年） - 第2代グラフトン公爵、第3代アーリントン伯爵

1685年7月28日に父が死去すると、アーリントン女伯爵の爵位を継承した。
1698年10月14日、ホワイトチャペルで第4代準男爵トマス・ハンマー（1677年 – 1746年、後に庶民院議長を務めた）と再婚した。
1723年2月7日に死去、息子チャールズが爵位を継承した。